# Márkháza
Márkháza là một thị trấn thuộc hạt Nógrád, Hungary. Thị trấn này có diện tích 6,31 km², dân số năm 2010 là 231 người, mật độ 37 người/km².